# Spider-Man (TV-serie, 1994)
Spider-Man, på svenska även kallad Spindelmannen, är en amerikansk animerad TV-serie baserad på Marvel Comics superhjälte Spider-Man. Serien sändes på Fox Kids från och med den 19 november 1994 till den 31 januari 1998. TV-serien producerades av John Semper, Jr. och produktionsbolaget var Marvel Films Animation. Seriens instrumentala signaturmusik framfördes av Joe Perry från Aerosmith. Repriser kan för närvarande[när?] ses gratis på Marvel.com. I Sverige visades TV-serien i TV4 i slutet av 90-talet, Fox Kids och TV1000 med Spindelmannens svenska namn som titel under 1990-talet. Serien visades även i Cartoon Network i mitten av 2000-talets första decennium.

## Handling
TV-serien kretsar kring Spider-Man och hans alter ego Peter Parker under hans college-år på Empire State University. När historian börjar har Peter redan fått sina superkrafter och jobbar deltid som frilansfotograf på Daily Bugle. Serien innehåller de flesta av Spider-Mans klassiska skurkar, inklusive Kingpin, Green Goblin, Lizard, Scorpion, Doctor Octopus, Mysterio, Shocker, Rhino, Vulture, Chameleon och Venom. Under seriens gång har Peter intresserat sig för Mary Jane Watson, Felicia Hardy och hennes alter ego, Black Cat. Serien innehåller även framträdanden av diverse andra Marvel-superhjältar, inklusive X-Men, Fantastic Four, Iron Man, Daredevil, Blade, Doctor Strange, Punisher och Captain America.

## Produktionsöversikt
Medan Marvels animerade TV-serie X-Men producerades av Saban Entertainment, producerades Spider-Man av det nybildade Marvel Films Animation; det var den enda serie som det interna bolaget producerade, men animerades av Tokyo Movie Shinsha. Serien är den näst längsta Marvel-serie som skapats, efter X-Men, såväl som den längsta serien baserad på Spider-Man. Serien var även känd för sin höga grad av censur, allt från borttagning av i princip alla dödsfall till användningen av laservapen i stället för riktiga vapen. Den ägs för närvarande av Walt Disney Company, som köpte alla Fox Kids-relaterade rättigheter från News Corporation och Saban International, år 2001.

### Animering
För att återskapa New Yorks stil, genomförde bakgrundsillustratörer en stor mängd visuell forskning genom att använda sig av bilder på New York ovanifrån, särskilt hustaken. Kartorna konsulterades för referenser och byggnader återgavs trogna originalen.
Det har rapporterats att animeringscellerna som skildrar Manhattans Pan Am Building skrotades efter att den färdigställts, efter att den Kalifornien-baserade tecknarstaben fick reda på att Midtown-landmärket hade fått en ny skylt mer än ett år tidigare.
Animeringsgruppen gavs i uppgift att befolka staden med bilar och folksamlingar på gatorna. Semper kände att det var en av begränsningarna i tidigare animerade Spider-Man-projekt.
Ursprungligen planerade Marvel Films att göra bakgrunden helt datoranimerad medan Spider-Man svingade runt i New York, men på grund av budget-begränsningar var de tvungna att använda traditionell cell-animering, och kunde bara ibland använda CGI-bakgrunder. Förutom det blev återanvändning av animeringar vanligare i takt med att serien fortskred, som även inkluderade återanvändning av animationer där karaktärer pratar (dessa scener saktades ibland ner för att bättre matcha skådespelarens röst till animationen).

## Rollfigurer
Hjältar och allierade
- Spindelmannen/Peter Parker
- Blade
- Daredevil
- Nick Fury
- Järnmannen
- Kraven
- Lizard/Dr. Curt Connors
- Madam Web
- Michael Morbius
- Punisher
- Doktor Strange
- Svarta Katten/Felicia Hardy
- Warmachine
- Whistler
- Wong
- X-Men
- Kapten Amerika och de glömda krigarna
- Fantastiska Fyran

Skurkar
- Baron Mordo
- Carnage
- Doktor Doom
- Dormammu
- Elektro
- Gamen
- Green Goblin (Norman Osborn)
- Green Goblin II (Harry Osborn)
- Hammerhead
- Hobgoblin
- Hydromannen
- Kameleonten
- Kingpin
- Mysterio
- Doktor Octopus
- Owl
- Red Skull
- Rhino
- Shocker
- Silvermane
- Skorpionen
- Alisha Silver
- Alistair Smythe
- Spencer Smythe
- Tombstone
- Venom

Övriga
- Beyonder
- Big Wheel
- Susan Cho
- Billy Connors
- Margaret Connors
- Dr. Mariah Crawford
- Mrs. Farrel
- Richard Fisk
- Vanessa Fisk
- John Hardesky
- Anastasia Hardy
- J. Jonah Jameson
- John Jameson
- Herbert Landon
- Stan Lee
- Terri Lee
- Ned Leeds
- Microchip
- Farbror Ben Parker
- Faster May Parker
- Prowler
- Rocket Racer
- Joseph "Robbie" Robertson
- Martha Robertson
- Randy Robertson
- Silver Sable
- Spot
- Gwen Stacy
- Farley Stillwell
- Flash Thompson
- Taina och Mousie
- Miles Warren
- Mary Jane Watson
- Debra Whitman
- Glory Grant

## Rollista
- Christopher Daniel Barnes - Peter Parker/Spider-Man
- Sara Ballantine - Mary Jane Watson
- Linda Gary - Faster May (säsong 1-4)
- Julie Bennett - Aunt May (säsong 4-5)
- Edward Asner - J. Jonah Jameson
- Lauren Tom - Burdine Chong-Yu
- Jennifer Hale - Felicia Hardy/Black Cat
- Dawnn Lewis - Polisdetektiv Terri Lee
- Rodney Saulsberry - Joseph "Robbie" Robertson
- Nell Carter - Gloria "Glory" Grant
- Gary Imhoff - Harry Osborn/New Goblin
- Patrick Labyorteaux - Flash Thompson
- Liz Georges - Debra Whitman

### Återkommande roller
- Eddie Albert - Adrian Toomes/Vulture
- Hank Azaria - Eddie Brock/Venom
- Leigh-Allyn Baker - Alisha Silvermane
- Majel Barrett - Anna Watson
- Susan Beaubian - Dr. Mariah Crawford
- Gregg Berger - Quentin Beck/Mysterio, Sergei Kravenhoff/Kraven the Hunter
- Nicky Blair - Hammerhead
- Roscoe Lee Brown - Wilson Fisk/The Kingpin
- Joseph Campanella - Dr. Curt Connors/The Lizard
- Maxwell Caulfield - Alistair Smythe
- Scott Cleverdon - Kletus Cassidy/Carnage
- Jeff Corey - Silvermane
- Jim Cummings - Shocker
- Ed Gilbert - Dormammu
- Mark Hamill - Jason Macendale/Hobgoblin
- Dorian Harewood - Lonnie Lincoln/Tombstone
- Nick Jameson - Michael Morbius, Richard Fisk
- Tony Jay - Baron Mordo
- Alan Johnson - Unga Vulture
- Martin Landau - Mac Gargan/Scorpion (säsong 1-2)
- Joan Lee - Madame Web
- Giselle Loren - Margaret Connors
- Richard Moll - Scorpion (säsong 4-5)
- Rob Paulsen - Morrie Bench/Hydro-Man
- Neil Ross - Norman Osborn/Green Goblin
- Marla Rubinoff - Liz Allan
- Don Stark - Rhino
- David Warner - Dr. Herbert Landon
- Efrem Zimbalist, Jr. - Dr. Otto Octavius/Doctor Octopus

### Gästroller
- Philip Abbott - Nick Fury (avsnitt 13), Wardell Strom
- Edward Albert - Daredevil
- Jack Angel - Nick Fury (avsnitt 43, 44, 53 & 58)
- Dimitra Arliss - Anastacia Hardy (avsnitt 29, 31, 43, 44 & 45)
- Billy Atmore - Rocket Racer
- James Avery - War Machine
- Robert Axelrod - Microchip
- Michael Des Barres - Jackson Weele
- John Beck - Punisher
- Bob Bergen - Ned Leeds
- Mary Kay Bergman - Gwen Stacy
- Earl Boen -  The Red Skull, The Beyonder
- George Buza - Beast
- Cam Clarke - Mister Fantastic
- Townsend Coleman - Young Silvermane
- Alyson Court - Jubilee
- Rachel Davies - Agent X
- Catherine Disher - Jean Grey
- Cathal J. Dodd - Wolverine
- Roy Dotrice - Destroyer
- Walker Edmiston - Whizzer
- Quinton Flynn - The Human Torch
- Mira Furlan - Silver Sable
- Toby Scott Ganger - Billy Connors
- Beverly Garland - Miranda Wilson
- Kathy Garver - Miss America, Gila
- Caroline Goodall - Vanessa Fisk
- Barbara Goodson - Dr. Ashley Kafka
- J. D. Hall - Blade
- Jonathan Harris - Miles Warren
- Robert Hays - Iron Man
- David Hayter - Captain America
- Amy Hill - Agent Susan Choi
- Michael Horton - John Jameson
- Wanda De Jesus - Dr. Silvia Lopez
- Tom Kane - Doctor Doom
- Brian Keith - Farbror Ben
- John Phillip Law - John Hardesky
- Stan Lee - Som sig själv
- Lawrence Mandley - Iceberg
- Gail Matthius - Invisible Woman
- Rue McClanahan - Anastacia Hardy (avsnitt 4)
- Malcolm McDowell - Abraham Whistler (avsnitt 22-23)
- Iona Morris - Martha Robertson, Storm (avsnitt 61-63)
- Oliver Muirhead - The Spot, Whistler (avsnitt 47-48)
- Edward Mulhare - Spencer Smythe
- Lois Nettleton - Nora
- Nichelle Nichols - Miriam the Vampire Queen
- Laurie O'Brien - Geneveive
- Patrick Pinney - Thing
- Chris Potter - Gambit
- Philip Proctor - Electro
- Don Reed - Clay Marks
- Alfonso Ribeiro - Randy Robertson
- Peter Mark Richman - Old Peter Parker
- Hansford Rowe - Thunderer
- Tim Russ - The Prowler
- Michael Rye - Farley Stillwell
- Alison Sealy-Smith - Storm (Episode 17-18)
- Cedric Smith - Professor X
- Norm Spencer - Cyclops
- George Takei - Wong
- John Vernon - Doctor Strange
- Paul Winfield - Black Marvel
- Lenore Zann - Rogue

### Svenska röster (urval)

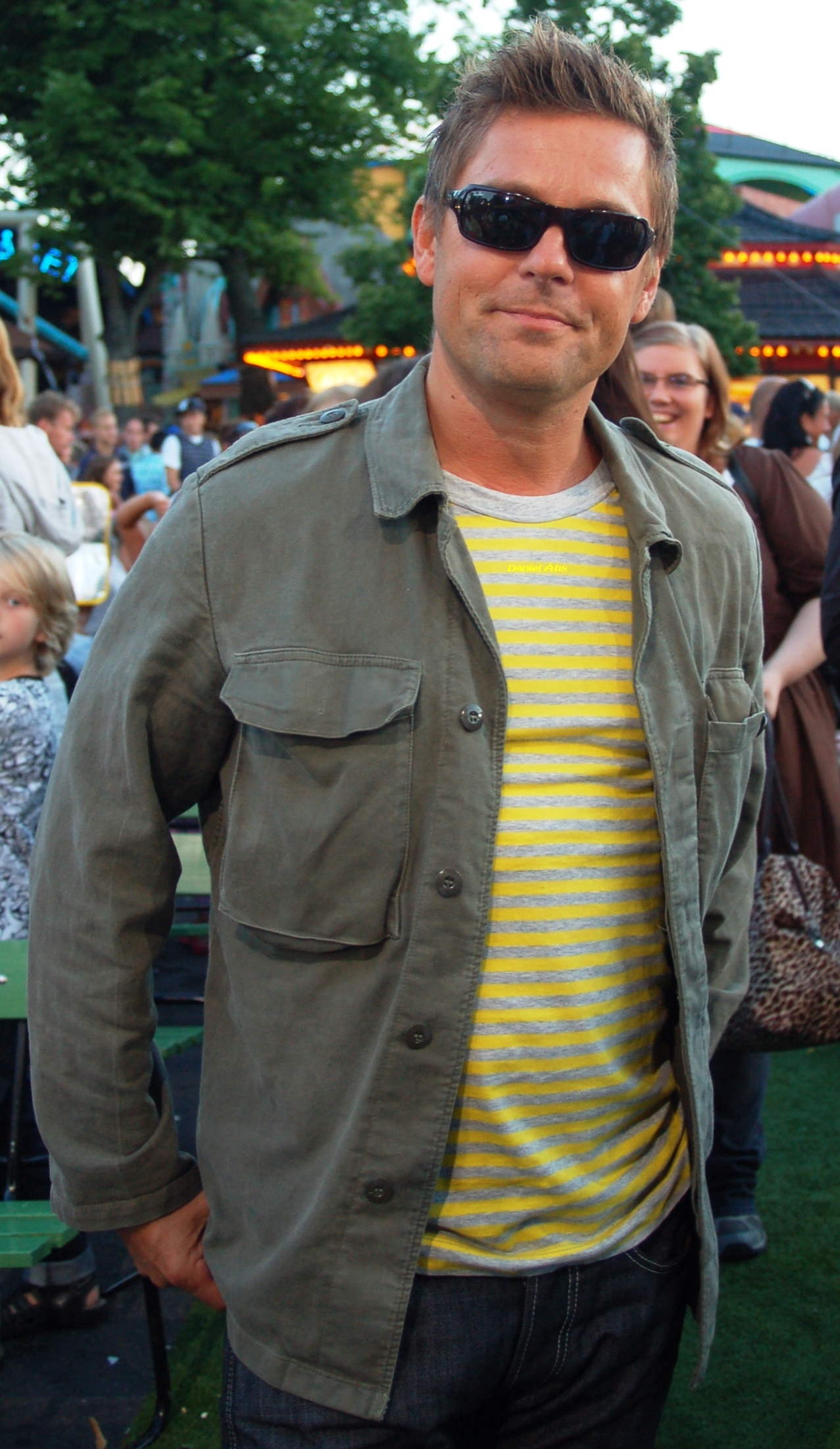
Niclas Wahlgren gör den svenska rösten till Peter Parker och Spindelmannen.

- Charlotte Ardai Jennefors - Anna Watson (avsnitt 34-42), Madam Web (avsnitt 41-65)
- Vicki Benckert - Anna Watson (avsnitt 49-65), May Parker, Terri Lee, Anastasia Hardy, Glory Grant, Rogue och Vanessa Fisk
- Annelie Berg - Liz Allan (säsong 4-5), Mariah Crawford (säsong 4) Alisha Silver (avsnitt 46), Gwen Stacey, Silvermane som spädbarn, Osynliga kvinnan och Fröken Amerika
- Malin Berghagen - Felicia Hardy/Svarta katten (avsnitt 48-65), Debra Whitman (avsnitt 48-65), Mariah Crawford (säsong 2-3), Margaret Connors, Silver Sable och Jubilee
- Dan Ekborg - Blade (säsong 2) och Wolverine
- Dick Eriksson - Hobgoblin (säsong 5)
- Gunnar Ernblad - Hydromannen (säsong 5), Wilson Fisk/Kingpin, The Punisher, Baron Mordo och Professor X
- Johan Hedenberg - Ben Parker (säsong 5), Microchip (säsong 2), Richard Fisk (avsnitt 34 och 52), Norman Osborn/Green Goblin, Otto Octavius/Doktor Octopus, Sergei Kravinoff/Kraven Jägaren, Rhino, Curt Connors/Lizard, Big Ben och Susaren
- Hasse Jonsson - Harry Osborn/Green Goblin II, Michael Morbius, Alistair Smythe, Mac Gargan/Skorpionen, Gambit, Spot och Åskbringaren
- Beatrice Järås - Anna Watson (avsnitt 28-33) och Madam Web (avsnitt 29-38)
- Stephan Karlsén - Doktor Strange och Dormammu
- Mattias Knave - Richard Fisk (avsnitt 33) och John Jameson
- Steve Kratz - Nick Fury (säsong 5), Blade (säsong 4-5), Microchip (säsong 4), John Hardesky, Miles Warren och Omar Mosely/Svarta Undret
- Hans Lindgren - Silvermane (avsnitt 24-25) och Whistler (säsong 2)
- Dan Malmer - Hydromannen (säsong 2), Flash Thompson, Eddie Brock/Venom, Farley Stillwell, Herbert Landon och Mr. Fantastic
- Andreas Nilsson - Nick Fury (säsong 1-4), Jason Macendale/Hobgoblin (säsong 1-3) och Cyclops
- Tommy Nilsson - Joseph "Robbie" Robertson, Shocker, Adrian Toomes/Gamen, Quentin Beck/Mysterio, Tombstone, Matt Murdock/Daredevil, Prowler, Kapten Amerika och Tony Stark/Järnmannen
- Annika Rynger - Liz Allan (säsong 1-3) och Taina
- Peter Sjöquist - Adrian Toomes/Gamen som ung (avsnitt 27), Cletus Kasady/Carnage, Rheinholt Kragov/Elektro, Doktor Doom, Flamman och Big Wheel
- Hans Wahlgren - Beyonder, Keene Marlow/Förgöraren och Stan Lee
- Linus Wahlgren - Rocket Racer
- Niclas Wahlgren - Peter Parker/Spindelmannen
- Pernilla Wahlgren - Mary Jane Watson och Storm
- Johan Wahlström - J. Jonah Jameson, Beast, Wong, Hammerhead och Red Skull
- Maria Weisby - Mariah Crawford (säsong 1)
- Jasmine Wigartz - Felicia Hardy/Svarta katten (avsnitt 1-47), Debra Whitman (avsnitt 1-47) och Jean Grey
- Div. biroller - Per Sandborgh (säsong 1), Leo Hallerstam (säsong 5), m. fl.

## Mottagande
Spider-Man var en av de mest populära TV-serierna på Fox Kids, tillsammans med andra hit-serier såsom X-Men, Power Rangers och Batman: The Animated Series. Seriens lades inte ned på grund av dåliga tittarsiffror, utan på grund av meningsskiljaktigheter mellan exekutiva producenten Avi Arad och Fox Kids dåvarande chef, Margaret Loesch.
Även efter att serien avslutats, hade den fortfarande en stor inverkan på nöjesindustrin, och ökade kraftigt försäljningen av Spider-Man-merchandise och popularitet. Serien blev rankad som den 84:e bästa animerade serien av IGN.

## Merchandise
Tre serietidningar baserade på TV-serien producerades:
- Spider-Man Adventures (december 1994 till februari 1996)[6]
- Adventures of Spider-Man: (april 1996 till mars 1997) Den här tidningen innehöll nya historier baserade på serien.[7]
- Marvel Adventures[8]

Ett antal TV-spel baserade på serien producerades även:
- Spider-Man Cartoon Maker till PC
- Spider-Man (1995) till Super Nintendo och Sega Mega Drive/Genesis
- Spider-Man (2000) till PlayStation, Nintendo 64, Sega Dreamcast och PC (gjordes efter att serien hade avslutats)
- Spider-Man 2: Enter Electro (2001) till PlayStation (även det efter att serien hade avslutats)

Elektroniska versioner av klassiska Spider-Man-tidningar släpptes av Marvel som inkluderade berättarröst av Christopher Daniel Barnes och innehöll animationer och scener från den här serien. Spider-Man-noveller inspirerade av utvalda avsnitt släpptes även.

### Tillgänglighet
Trots att serien avslutades 1998, har långfilmerna om Spider-Man väckt mer intresse hos nya fans, vilket har tillåtit serien att sända repriser under dess nya ägare: Disney.
Marvel.com har laddat upp alla avsnitt av serien som finns att streama på webbplatsen. De har funnits tillgängliga sedan 2009.

### VHS- och DVD-utgivningar
Region 1
Under seriens gång släpptes ett antal avsnitt på VHS. Dessa utgavs av Fox Home Entertainment.
I slutet av 1990-talet släpptes en ny samling VHS-band, denna gång av Marvel Films/New World Entertainment. Dessa utgivningar innehöll avsnitt redigerade till 70-80-minuter långa filmer.
Hittills har de enda DVD-släppen i USA varit olika volymer från Walt Disney Studios Home Entertainment innehållandes 4-5 avsnitt var.
| |                  |  |  |  |  |
| Spider-Man: The Ultimate Villain Showdown | 30 april 2002    |  |  |  |  |
| Avsnitt: - The Sins of the Fathers Chapter II: Make a Wish - The Sins of the Fathers Chapter III: Attack of the Octobot - The Sins of the Fathers Chapter IV: Enter the Green Goblin - The Sins of the Fathers Chapter V: The Rocket Racer Extramaterial - Klassiskt 1967-avsnitt: "The Origins of Spider-Man" |                  |  |  |  |  |
| |                  |  |  |  |  |
| Spider-Man: The Return of the Green Goblin | 29 oktober 2002  |  |  |  |  |
| Avsnitt: - The Sins of the Father: Chapter XII: The Spot - The Sins of the Father: Chapter XIII: Goblin War! - The Sins of the Father: Chapter XIV: The Turning Point - Partners in Danger: Chapter I: Guilty Extramaterial - Partners in Danger: Chapter VIII: The Return of the Green Goblin (VARNING: Den här saknar sin bakgrundsmusik) - Klassiskt 1967-avsnitt: "The Terrible Triumph of Doctor Octopus/Magic Malice" |                  |  |  |  |  |
| |                  |  |  |  |  |
| Daredevil vs. Spider-Man | 11 February 2003 |  |  |  |  |
| Avsnitt: - The Sins of the Father: Chapter VI: Framed - The Sins of the Father: Chapter VII: The Man Without Fear - The Sins of the Father: Chapter VIII: The Ultimate Slayer - The Sins of the Father: Chapter IX: Tombstone Extramaterial - Klassiskt 1966-bonusavsnitt: "King Pinned" - Innehållandes Kingpin - Fantastic Four-bonusavsnittet, "And a Blind Man Shall Lead Them" - Innehållandes Daredevil               |                  |  |  |  |  |
| |                  |  |  |  |  |
| The Ultimate Spider-Man Collection | 2 november 2003  |  |  |  |  |
| DVD Sets: - Spider-Man: The Ultimate Villain Showdown - Spider-Man: The Return of the Green Goblin - Daredevil vs. Spider-Man |                  |  |  |  |  |
| |                  |  |  |  |  |
| Spider-Man vs. Doc Ock | 29 juni 2004     |  |  |  |  |
| Avsnitt: - Doctor Octopus: Armed and Dangerous - Partners in Danger: Chapter II: The Cat - Partners in Danger: Chapter III: The Black Cat - Partners in Danger: Chapter V: Partners Extramaterial - Klassiskt 1967-bonusavsnitt: The Power of Dr. Octopus/Sub-Zero for Spidey (endast tillgängligt på DVD-versionen) |                  |  |  |  |  |
| |                  |  |  |  |  |
| Spider-Man: The Venom Saga | 7 juni 2005      |  |  |  |  |
| Avsnitt: - The Alien Costume, Part One - The Alien Costume, Part Two - The Alien Costume, Part Three - The Sins of the Fathers, Chapter X: Venom Returns - The Sins of the Fathers, Chapter XI: Carnage |                  |  |  |  |  |
| |                  |  |  |  |  |

Region 2
I Storbritannien, Sverige och Tyskland har Clear Vision Ltd. släppt alla fem säsongerna på DVD.
| DVD-titel               | Ep # | Releasedatum      |
| ----------------------- | ---- | ----------------- |
| Complete Season 1       | 13   | 22 juni 2009      |
| Complete Season 2       | 14   | 3 augusti 2009    |
| Complete Season 3       | 14   | 17 augusti 2009   |
| Complete Season 4       | 11   | 15 september 2009 |
| Complete Season 5       | 13   | 19 oktober 2009   |
| The Complete Collection | 65   | 7 november 2011   |

Andra utgåvor
- En kanadensisk DVD innehållandes fyra avsnitt från "Mutant Agenda"-avsnitten.
- Ett Video CD-släpp av Magnavision Home Video.
- Ett flertal DVD:s innehållandes 2 avsnitt släpptes av Marvel under 2002 innan de köptes upp av Disney.
- Den hela första säsongen finns tillgänglig på Xbox Live och iTunes genom Disney XD. (Endast i Nordamerika)
- Hela serien har gjorts tillgänglig på Netflix. (Endast i Nordamerika)

## Priser
Manusförfattaren och producenten John Semper Jr. vann en Annie Award år 1995 för "Best Individual Achievement for Writing in the Field of Animation" för avsnittet "Day of the Chameleon". Spider-Man blev även nominerad för en 1996 års Image Award för "Outstanding Animated/Live-Action/Dramatic Youth or Children's Series/Special".